# Bågstjärtad vidafink
Bågstjärtad vidafink (Euplectes jacksoni) är en fågel i familjen vävare inom ordningen tättingar.

## Utbredning
Den förekommer i gräsbevuxna högländer i Kenya och norra Tanzania.

## Status
IUCN kategoriserar arten som nära hotad.

## Namn
Fågelns vetenskapliga artnamn hedrar Sir Frederick John Jackson (1860-1929), engelsk upptäcktsresande och viceguvernör i Brittiska Östafrika 1907-1911 och guvernör i Uganda 1911-1917, men även verksam som naturforskare och samlare. Tidigare kallades den jacksonvidafink eller Jacksons vidafink även på svenska, men tilldelades 2023 ett mer informativt namn av BirdLife Sveriges taxonomikommitté.